# Walckenaeria anceps
Walckenaeria anceps là một loài nhện trong họ Linyphiidae. Loài này phân bố ở Canada.